# Alfonso Pruneda García
Alfonso Pruneda García (* 1879 in Mexiko-Stadt; † 1957) war ein mexikanischer Chirurg und Rektor der Universidad Nacional de México (UNM).

## Biografie
Pruneda absolvierte sein Medizinstudium an der Escuela Nacional de Medicina. 1907 arbeitete er als Professor im Hospital Béistegui und wurde 1910 Mitglied im Universitätsrat der neu gegründeten UNM, wo er von 1912 bis 1913 auch das Ministerium für öffentliche Bildung und Schöne Künste repräsentierte. Im gleichen Zeitraum war er auch Direktor der Escuela Nacional de Altos Estudios (ENEA) und arbeitete im Anschluss ab 1913 als Professor im Hospital Juárez de México. Von 1912 bis 1922 war er Rektor der Universidad Popular Mexicana. Vom 30. Dezember 1924 bis zum 30. November 1928 war er Rektor der UAM. Er erhielt den Ehrendoktortitel der UAM und der Universität Hamburg.